# République démocratique du Congo aux Jeux olympiques d'été de 2016
La république démocratique du Congo participe aux Jeux olympiques d'été de 2016 à Rio de Janeiro au Brésil du 5 août au 21 août. Il s'agit de sa 10e participation à des Jeux d'été.

## Athlétisme

### Homme

#### Course
| Athlètes                       | Compétitions | Série | Série | Demi-Finales | Demi-Finales | Finale  | Finale |
| ------------------------------ | ------------ | ----- | ----- | ------------ | ------------ | ------- | ------ |
| Athlètes                       | Compétitions | Temps | Rang  | Temps        | Rang         | Temps   | Rang   |
| Kamongwa Salukombo Makorobondo | Marathon     | NC    | NC    | NC           | NC           | 2:28:54 | 113e   |

### Femme

#### Course
| Athlètes                  | Compétitions | Série    | Série | Demi-Finales | Demi-Finales | Finale  | Finale  |
| ------------------------- | ------------ | -------- | ----- | ------------ | ------------ | ------- | ------- |
| Athlètes                  | Compétitions | Temps    | Rang  | Temps        | Rang         | Temps   | Rang    |
| Beatrice Kamuchanga Alice | 5 000 mètres | 19:29.47 | 16e   | NC           | NC           | Eliminé | Eliminé |

## Judo
| Athlète               | Compétition    | 1/8 de finale       | 1/32 de finale      | 1/16 de finale      | Quarts de finale    | Demi-finales        | Repêchage 1         | Repêchage 2         | Finale              | Finale  |
| Athlète               | Compétition    | Adversaire Résultat | Adversaire Résultat | Adversaire Résultat | Adversaire Résultat | Adversaire Résultat | Adversaire Résultat | Adversaire Résultat | Adversaire Résultat | Rang    |
| --------------------- | -------------- | ------------------- | ------------------- | ------------------- | ------------------- | ------------------- | ------------------- | ------------------- | ------------------- | ------- |
| Rodrick Kuku Ndongala | Moins de 66 kg | Wander Mateo        |                     |                     |                     |                     |                     |                     |                     | Éliminé |

## Taekwondo
| Athlète     | Compétition   | Huitièmes de finale    | Quarts de finale    | Demi-finales        | Repêchage 1         | Repêchage 2         | Finale              | Rang     |
| Athlète     | Compétition   | Adversaire Résultat    | Adversaire Résultat | Adversaire Résultat | Adversaire Résultat | Adversaire Résultat | Adversaire Résultat | Rang     |
| ----------- | ------------- | ---------------------- | ------------------- | ------------------- | ------------------- | ------------------- | ------------------- | -------- |
| Rosa Keleku | -49 kg femmes | Ailene Itzel Manjarrez |                     |                     |                     |                     |                     | Éliminée |